# 하스이케 가오루
하스이케 가오루(일본어: 蓮池 薫, 1957년 9월 29일~)는 여자친구 오쿠도 유키코와 함께 조선민주주의인민공화국 간첩들에게 납치된 일본인이다.
둘은 1978년 7월 19일, 고향인 니가타현 가시 와자키에서 납치됐다. 하스이케는 당시 법대생이었으며, 포로 생활 중인 1980년 5월, 하스이케와 오쿠도는 결혼했으며 아이를 갖게 되었다
2002년 10월 15일, 조선민주주의인민공화국 정부는 하스이케, 오쿠도 및 기타 피해자들의 일본 방문을 허용했다. 그곳에서 하스이케와 오쿠도는 일본에 남아 자녀의 석방을 요청했고, 2004년에 자녀들도 포로 생활에서 풀려나게 되었다.

## 같이 보기
- 납북 일본인 문제